# Cathorops belizensis
Cathorops belizensis es una especie de pez de la familia Ariidae en el orden de los Siluriformes.

## Morfología
• Los machos pueden llegar alcanzar los 24,8 cm de longitud total.

## Distribución geográfica
Se encuentra en los manglares de Ciudad de Belice (Belice ).